# 7-ма повітряна армія (США)
7-ма повітряна армія (США) (англ. Seventh Air Force) — повітряна армія у складі ПС США. Штаб-квартира повітряної армії розташована на військово-повітряній базі Осан поблизу Пхьонтека у Південній Кореї. Організаційно армія входить до Тихоокеанського командування ПС США і виконує низку основних завдань: планування, безпосереднє керівництво, проведення та контроль і координація дій повітряної компоненти в інтересах військових операцій поблизу Корейського півострова та у Північно-західній частині Тихого океану; підтримання постійної бойової готовності особового складу та військової авіації до застосування у визначеній зоні відповідальності та підтримка й тісна взаємодія з повітряними силами Збройних сил Республіки Корея.

## Структура

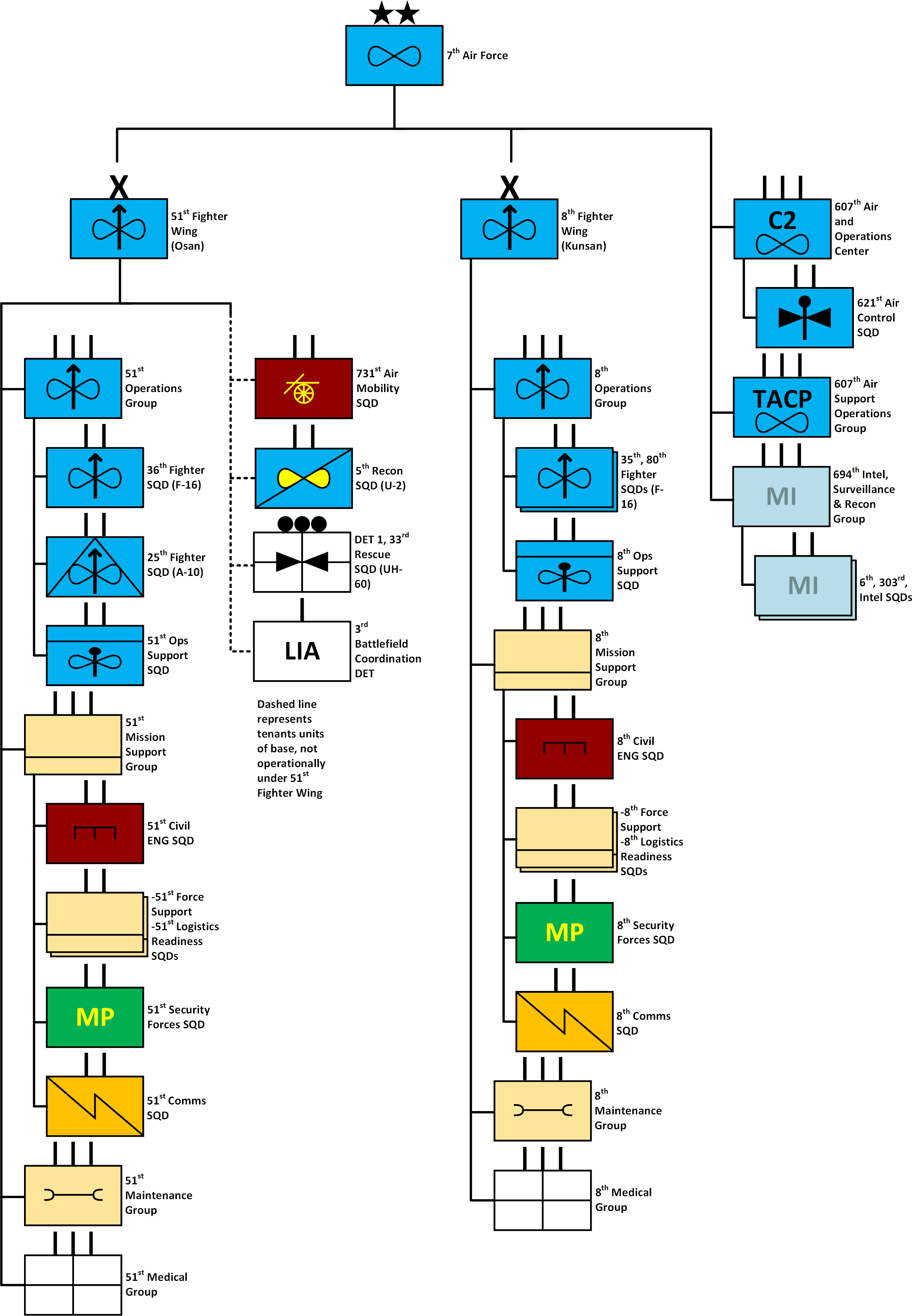
Структура

- 8-ме винищувальне крило
- 51-ше винищувальне крило
- допоміжні підрозділи